# 宝谛寺
宝谛寺是位于中国北京市海淀区香山南路南河滩西万安山东麓的藏传佛教格鲁派寺院。

## 历史
宝谛寺为清朝乾隆十六年（1751年）仿照五台山菩萨顶而建。《钦定日下旧闻考·卷一百三·郊垧西十三》载：
増：长龄寺西南为宝谛寺（五城寺院册）。（臣等谨按：宝谛寺，乾隆十六年建，其制仿五台之菩萨顶。寺前为台，台上建石牌坊，额曰：“乃至无有语言文字是菩萨真人”凡十三字。正殿檐额曰：“金轮宝界”，殿内额曰：“天东鹫岭”，联曰：“地即清凉白马贝书开震旦，山仍天竺青鸳兰若近离宫”。后殿额曰：“法云慈荫”。殿内联曰：“国满栴香古枝分鹿苑，天髙竺梵晴呗接鱼山”。佛楼额曰：“万法圆融”。皆皇上御书。）
増：乾隆二十一年《御制宝谛寺诗》：
名山启初地，法界落中台（是处肖五台，菩萨顶为之。菩萨顶即中台也）。像是黄金写，经因白马来。禅枝冬不谢，意蕊雪如开。去后闻钟韵，还疑叶斗才（北台峰名叶斗，故云）。
（臣等谨按：宝谛寺御制诗恭载首见之篇，余不备录。）
宝谛寺是载于《理藩院则例》的满族藏传佛教寺庙，寺内僧人均为满族。清朝载于《理藩院则例》的满族藏传佛教寺庙共有6座，分别为东陵隆福寺、西陵永福寺、香山宝谛寺、圆明园正觉寺、功德寺、承德殊像寺。宝谛寺是其中最大最重要的一座，专设有“管理宝谛寺事务大臣”一职，专门管理满族藏传佛教寺庙事务。
清朝时，香山南麓以宝谛寺为中心，形成了一组满族藏传佛教寺庙群。这组寺庙包括：宝谛寺、宝相寺、长龄寺、方圆庙、梵香寺、实胜寺。这组寺庙群距离团城演武厅很近。这组寺庙群后毁于八国联军之手。宝谛寺残存石牌坊一座。

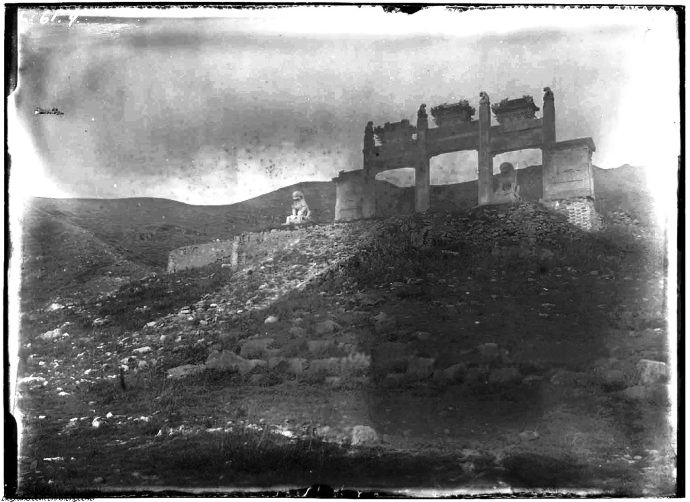
宝谛寺石牌坊

朱自清在1934年的《松堂游记》中称：“山上还残留着些旧碉堡，是乾隆打金川时在西山练健锐云梯营用的，在阴雨天或斜阳中看最有味。又有座白玉石牌坊，和碧云寺塔院前那一座一般，不知怎样，前年春天倒下了，看着怪不好过的。”由此可推知，宝谛寺石牌坊于1932年春倒塌。
如今，宝谛寺石牌坊仍仆倒于原地。